# Bundschuh Erik
Bundschuh Erik (Kassa, 1989. július 14. –) szlovákiai magyar vízilabdázó, a magyar válogatott játékosa, a csehszlovák válogatott Bundschuh Tamás fia.

## Pályafutása
Már nyolcévesen kezdett ismerkedni a vízilabdával, az ŠKP Košice valamennyi korosztályos csapatával bajnokságot nyert. 2004-ben a szlovák serdülő válogatottal egy nemzetközi tornán vett részt, ahol csapata legjobbja volt. Elsőként az egriek kínáltak szerződést, és mivel Kassán is magyar iskolába járt, könnyedén folytathatta tanulmányait az egyik egri gimnáziumban.
Heves megye székhelyén Kelemen Attila edzősége alatt a serdülőcsapat kiválósága lett. Az OB I-ben előbb a 4., egy évvel később pedig a 2. helyen zártak. 2006-ban már a Tóth Kálmán irányította ifjúsági csapatban vitézkedett. Velük 2007-ben az 5. helyen végzett, 2008-ban pedig a dobogó legfelső fokára állt, illetve az Egerben edzőtáborozó, Vidumanský László vezette szlovák válogatottban két mérkőzésen is szerepet kapott. 2008-ban bemutatkozott a Brendon-Fenstherm-ZF-Eger felnőtt csapatában, valamint medencébe ugrott első osztályú mérkőzésen is.
Első válogatott mérkőzését 2009. január 27-én Brandenburgban, egy németek elleni barátságos találkozón játszotta, később tagja volt a 2010-es vízilabda-Európa-bajnokságon 4. helyezett magyar válogatottnak.
Klubcsapatával 2009-ben és 2010-ben bajnoki ezüstérmet, míg 2011-ben bajnoki címet szerzett. 2012-ben csapatával újra a dobogó második fokára állhatott, 2013-ban pedig újra elhódították a bajnoki címet. 2014 nyarán az újabb magyar bajnoki cím megszerzését követően Budapestre költözött és az A-Híd OSC Újbuda csapatának tagja lett, mellyel ezüstérmet szerzett a bajnokságban. 2015 júniusában a huszonhatszoros válogatott, háromszoros magyar bajnok játékos bejelentette, hogy Szlovákia színeiben folytatja pályafutását.

## Sikerei
- Magyar bajnokság
  - aranyérmes: 2011, 2013, 2014
  - ezüstérmes: 2009, 2010, 2012, 2015, 2019, 2021
  - bronzérmes: 2016, 2017, 2025
- Magyar kupa
  - győztes: 2008
- LEN-Európa-kupa
  - második: 2021[4]